# Höchstadt an der Aisch
Höchstadt an der Aisch város Németországban, azon belül Bajorországban. Lakosainak száma 14 063 fő (2023. december 31.).

## Városrészei
- Ailersbach (falu)
- Antoniuskapelle (tanya)
- Biengarten (falu)
- Bösenbechhofen (falu)
- Etzelskirchen (falu)
- Fallmeisterei (tanya)
- Förtschwind (falu)
- Greienfalu (falu)
- Greienmühle (tanya)
- Greuth (falu)
- Großneuses (falu)
- Höchstadt a.d.Aisch
- Jungenhofen (falu)
- Kiefernfalu (falu)
- Kleinneuses (tanya)
- Lappach (falu)
- Mechelwind (falu)

## Története
1803-ig a Bambergi Hercegpüspökség része volt majd a birodalmi főrendi határozat (Reichsdeputationshauptschluss) alapján a település a Bajor Választófejedelemséghez csatlakozott.
1972-ig járási székhely volt.

## Képek

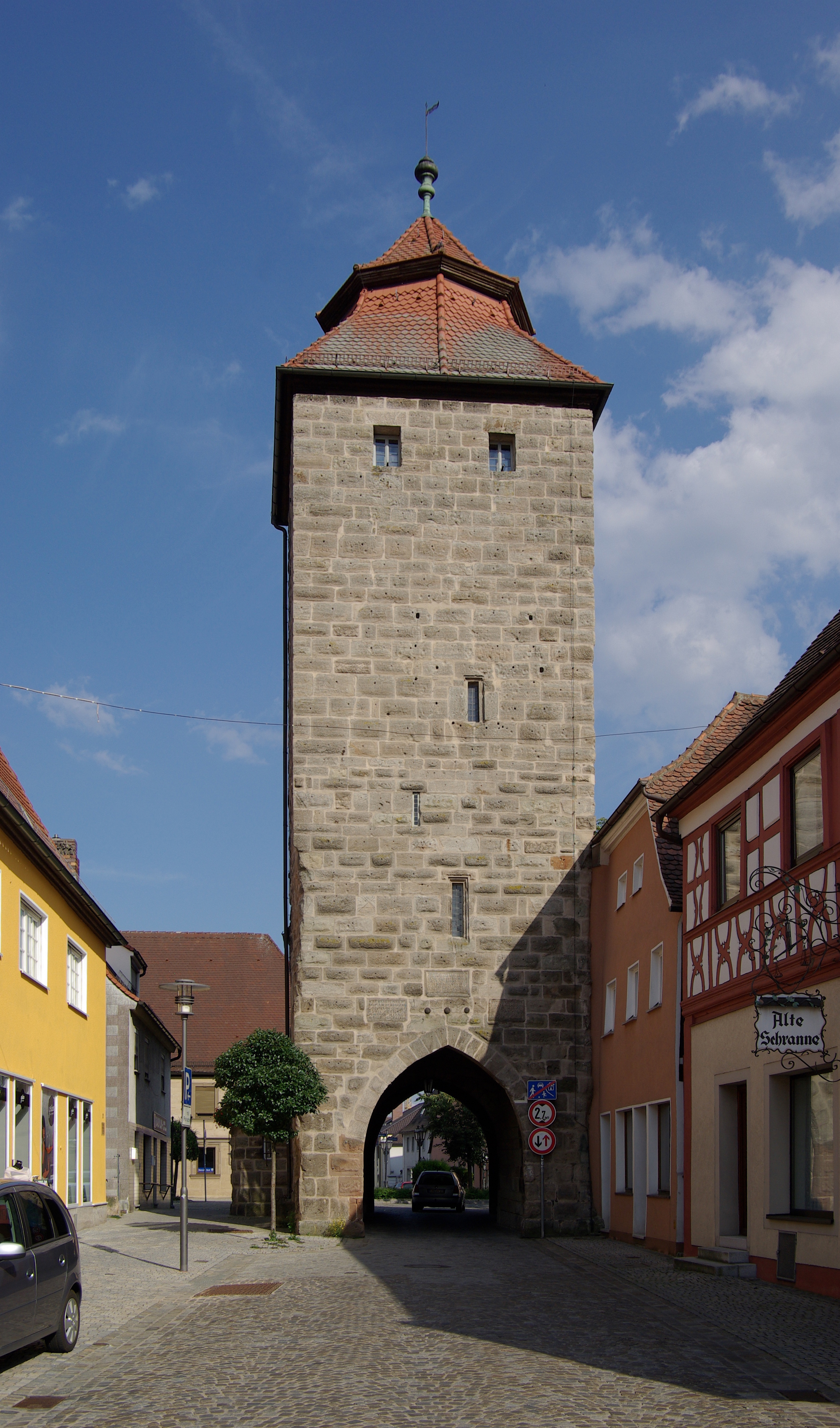
A városi torony
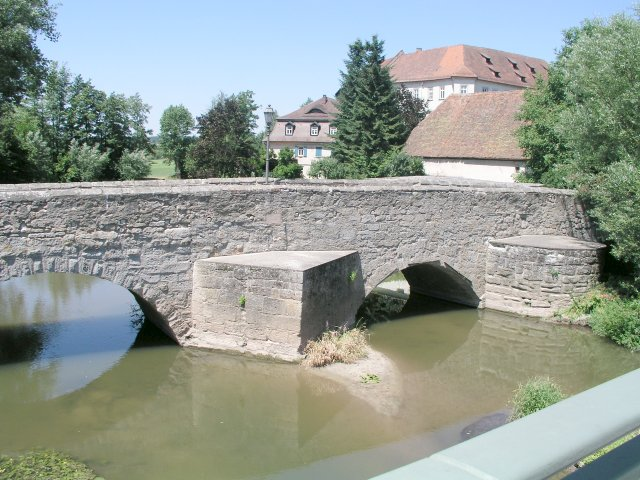
Egy híd az Aisch fölött és a kastély
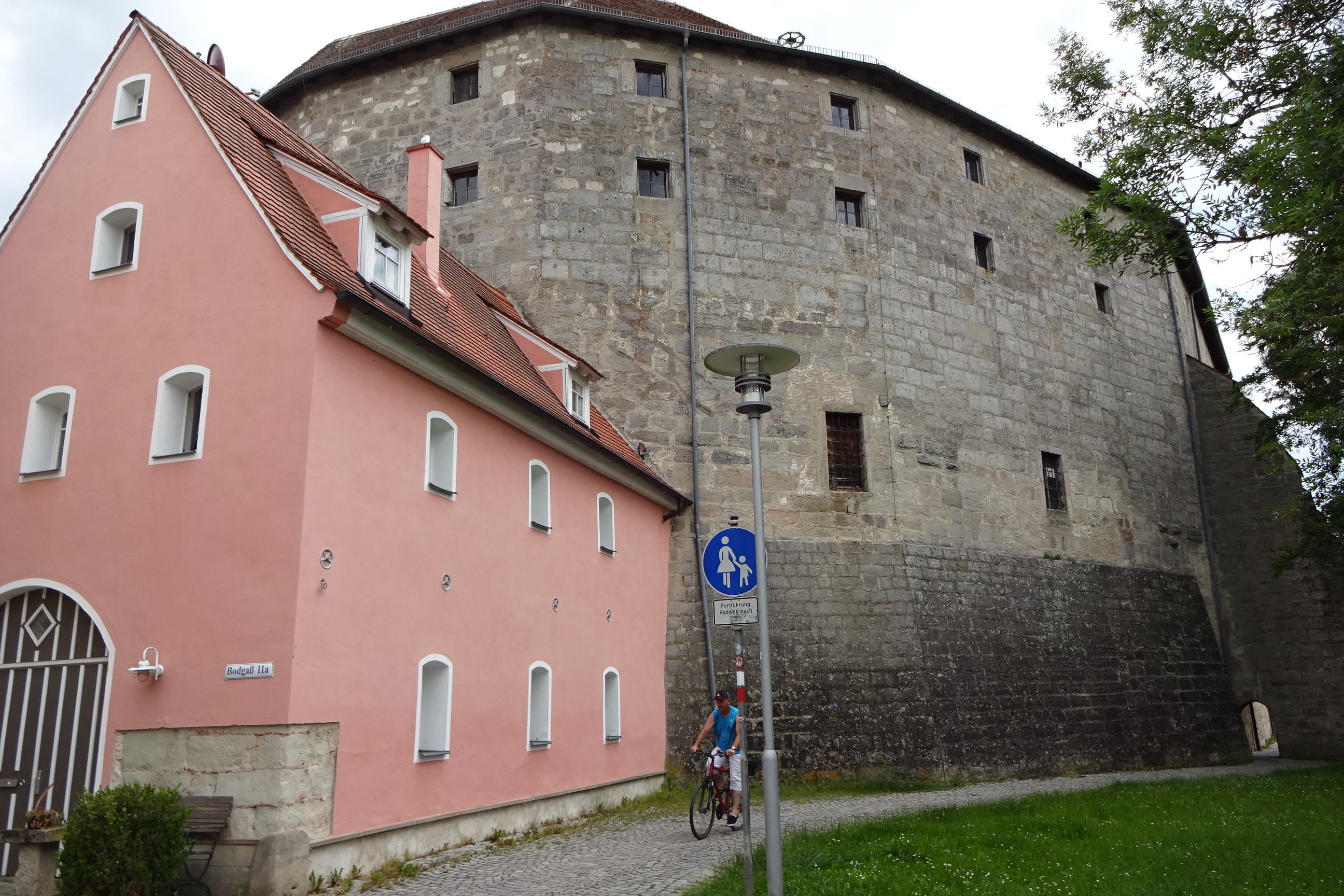
A kastély
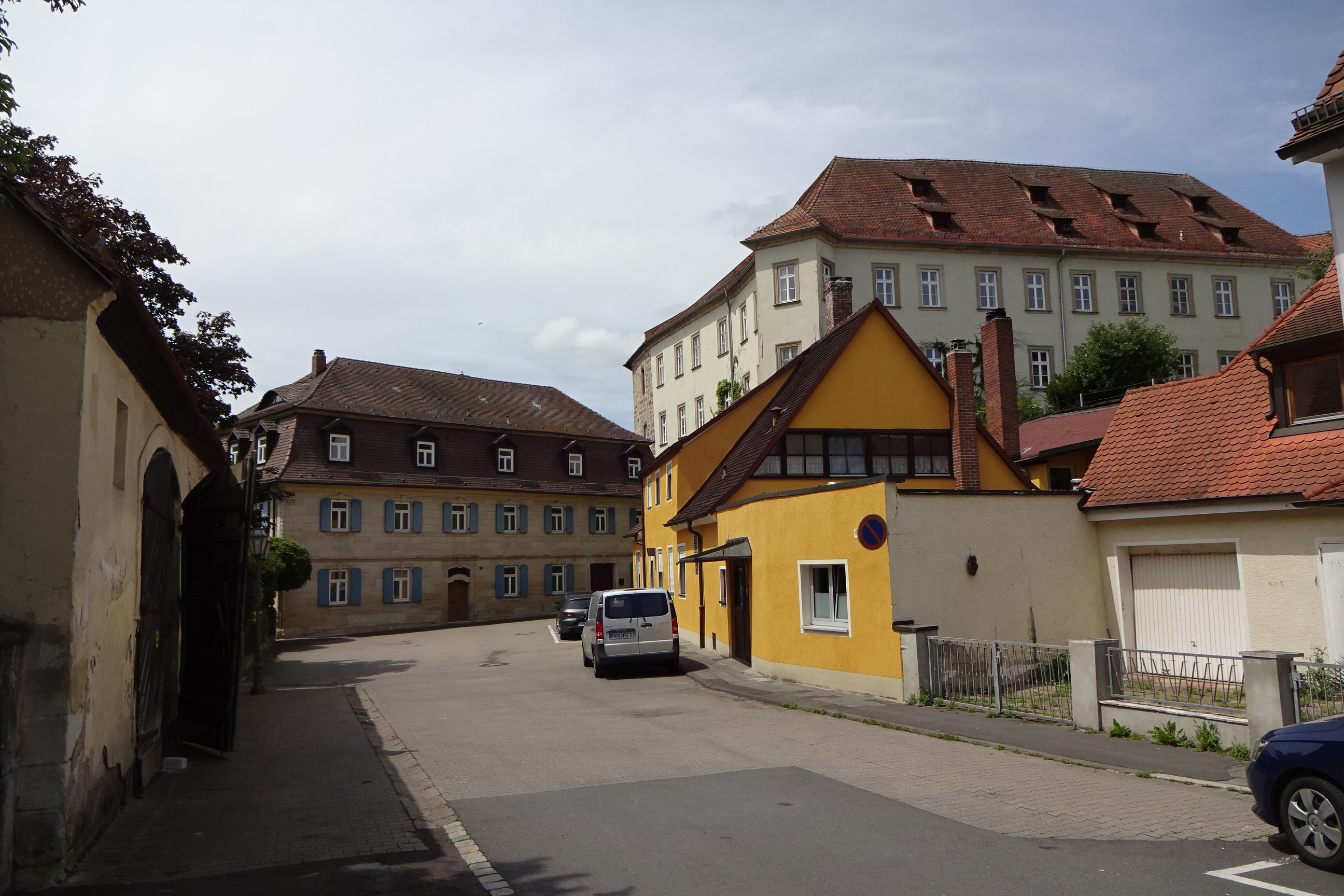
A kastély és a malom
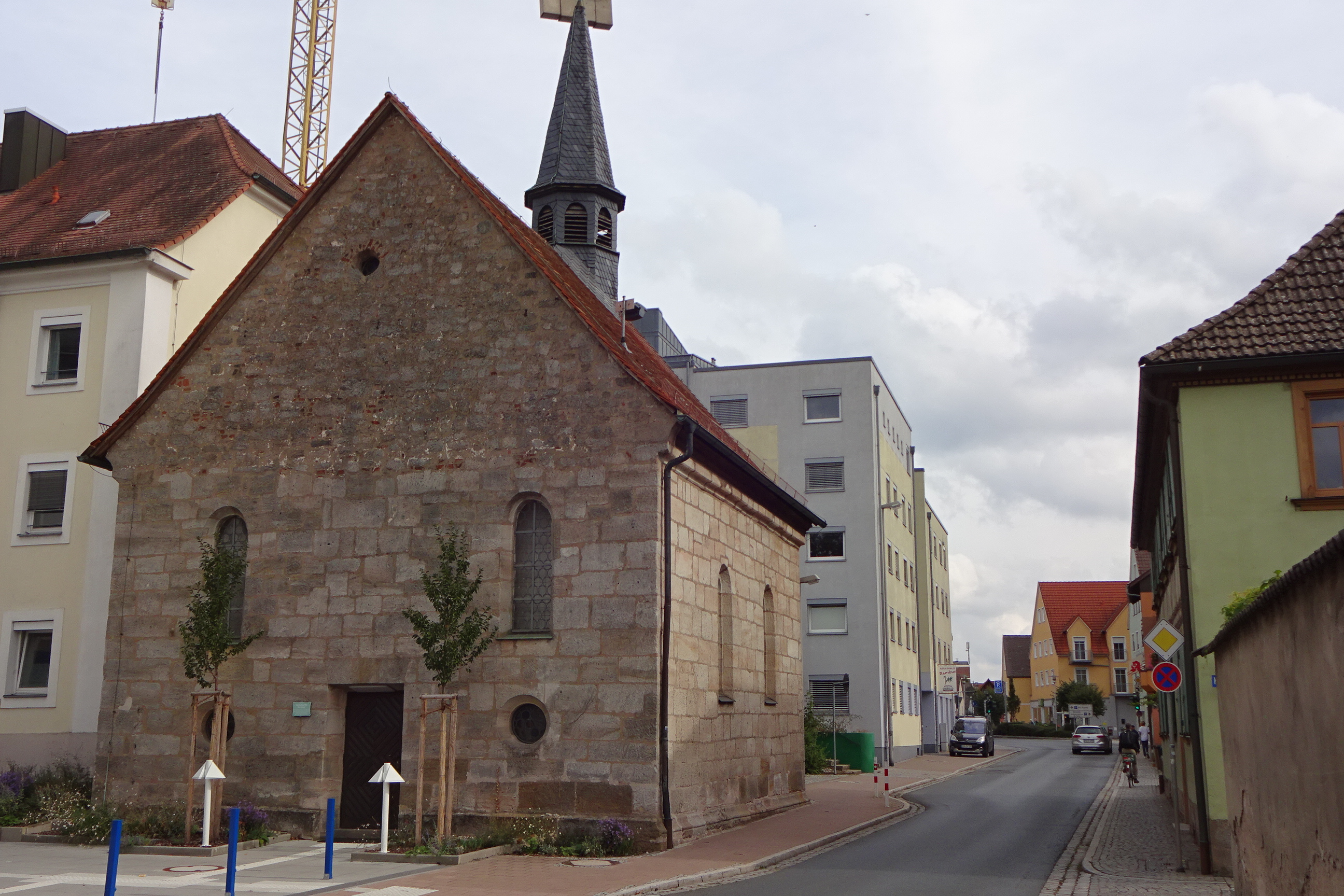
A templom
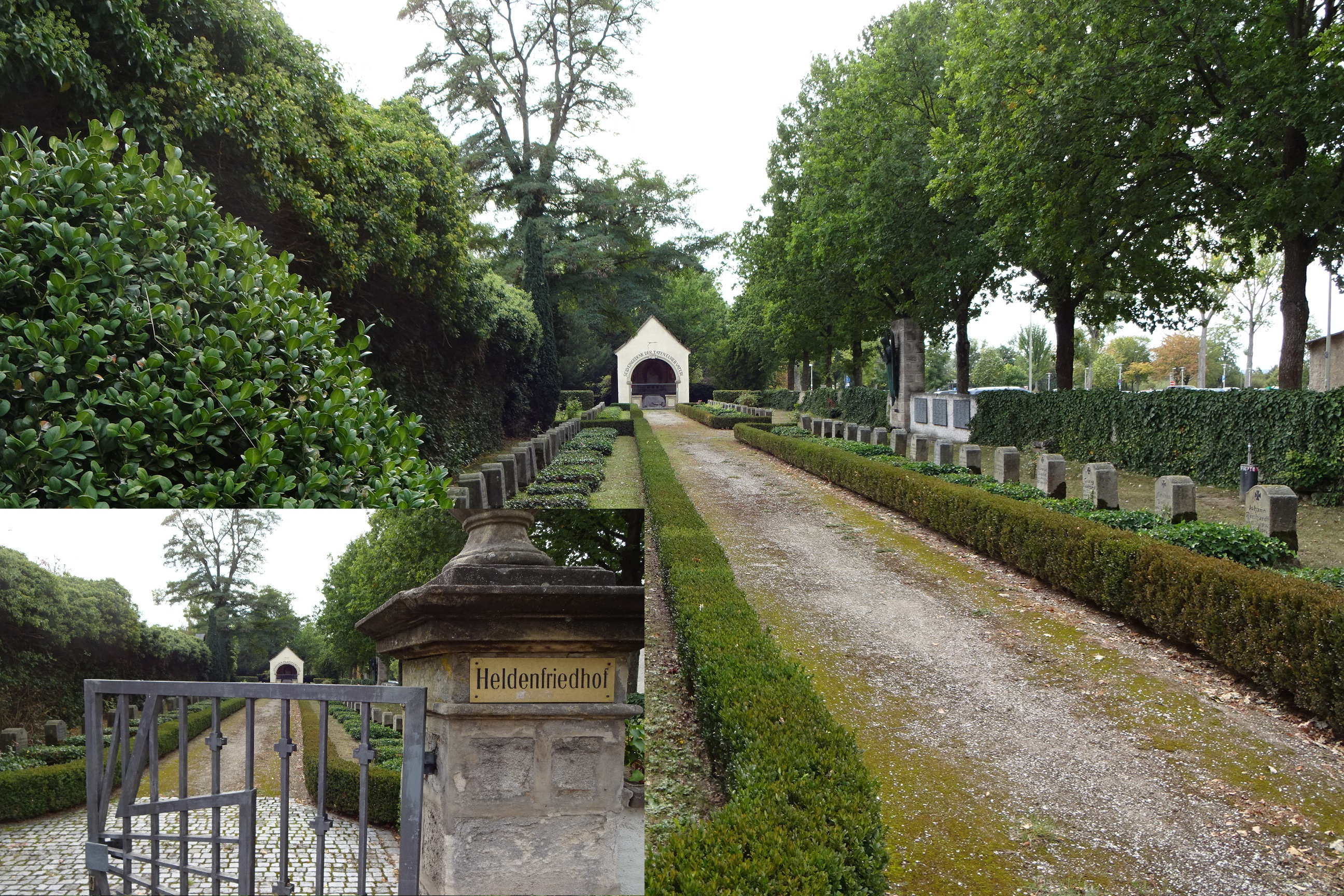
A hősök temetője
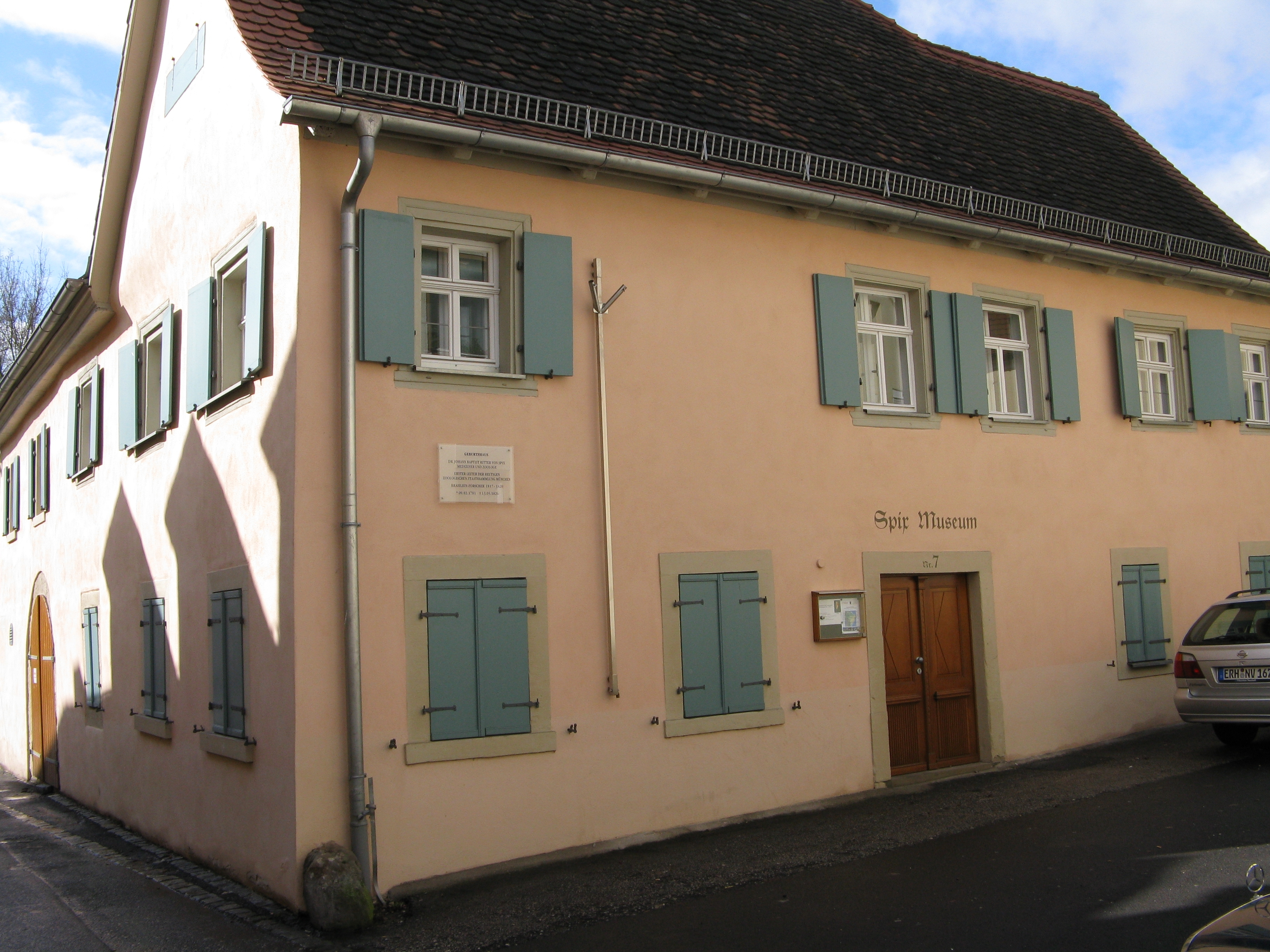
A múzeum

## Népesség
A település népessége az elmúlt években az alábbi módon változott:
| Lakosok száma | 1868 | 3639 | 8503 | 11 034 | 13 162 | 13 158 | 13 319 | 13 423 | 13 632 | 14 063 |
|               | 1875 | 1950 | 1975 | 1987   | 2012   | 2014   | 2016   | 2017   | 2021   | 2023   |